# Joan Francesc Chia i Alba
Joan Francesc Chia i Alba (Barcelona, 1851 – Barcelona, 1916) fue un escenógrafo español. Se formó en la Escuela de la Llotja bajo las órdenes de Soler Rovirosa y Francesc Pla i Vila. Realizó escenografías en diferentes ciudades europeas, entre otras Valencia, Lisboa, Barcelona y Madrid. En la ciudad condal realizó encargos para el Teatro Novedades y para el Teatro Tívoli. También fue director del Real Círculo Artístico el 1896. 